# Cheek (rappeur)
Cheek, de son vrai nom Jare Henrik Tiihonen, et originellement Timonen, (né le 22 décembre 1981 à Vantaa, en Finlande) est un rappeur finlandais.

## Biographie
Cheek commence le rap en 1998 avec le groupe 5th Element, un groupe de la ville de Lahti en Finlande. Il devient par la suite le membre le plus important du groupe.
En 2001, il sort son premier album en indépendant Human & Beast qui tout comme son suivant 50/50 est principalement en anglais.
Il commence à rapper en finnois sur sa mixtape Pitää pystyy elää. En octobre 2003, il signe avec Sony Music Entertainment avec qui il sort trois albums Avaimet mun kulmille, Käännän sivuu et Kasvukipuja. Toujours en 2003, il crée avec Brädi et TS du groupe 5th Element, le groupe Herrasmiesliiga avec qui il signe un album en 2006.
En 2007, il signe avec le label Rähinä Records avec qui il sort trois albums Kukaa sä oot, Jare henrik tiihonen et Jht (Jare henrik tiionen) 2.
Les singles Liekeisa, Jos mä oisin sä et Jippikayjei se classent no 1 des ventes et les trois disques sont classés disque d'or. En 2009, Cheek sort un DVD live nommé : Jare Henrik Tiihonen, comme son album. En 2012, Cheek quitte Rähinä Records pour créer son propre label Liiga Music oy avec lequel il sort le 18 avril 2012 Sokka irti.

## Albums
- 2001 Human & Beast
- 2002 50/50
- 2003 Pitää pystyy elää (mixtape)
- 2004 Avaimet mun kulmille
- 2005 Käännän sivuu
- 2007 Kasvukipuja
- 2008 Kukaa sä oot
- 2009 Jare Henrik Tiihonen
- 2010 Jare Henrik Tiihonen 2
- 2012 Sokka irti
- 2013 Kuka muu muka
- 2015 Alpha Omega

## Singles
- 2004 Avaimet mun kiesiin
- 2004 Räplaulajan vapaapäivä (feat. Brädi & Pappa
- 2004 Avaimet mun himaan (feat. Idän Ihme & Tupla-S)
- 2005 Liiku (feat. Jonna)
- 2005 Nostan kytkintä
- 2007 Sun täytyy (feat. Sami Saari)
- 2007 Tuhlaajapoika (feat. Tasis)
- 2008 Liekeissä
- 2008 Kanssa tai ilman (feat. Illi)
- 2009 Jos mä oisin sä
- 2009 Mitä tänne jää
- 2010 Jippikayjei
- 2010 Maanteiden kingi
- 2011 Mikä siinä on (feat. Jontte)
- 2012 Pyrkiny vähentää (feat Spekti)
- 2012 Sokka irti
- 2012 Syypää sun hymyyn (feat Yasmine Yamajako)
- 2013 Kuka muu muka
- 2014 Äärirajoille
- 2014 Flexaa (feat Sanni)

## Vidéoclips
- 2001 Huligaani
- 2004 Avaimet mun kiesiin (feat. MasQ)
- 2004 Raplaulajan vapaapäivä (feat. Brädi & Pappa)
- 2005 Liiku (feat. Jonna )
- 2005 Täältä sinne
- 2007 Täytyy Sun (feat. Sami Saari )
- 2007 Tuhlaajapoika (feat. Tasis )
- 2008 Liekeissä
- 2008 Kanssa tai ilman (feat. Illi )
- 2009 Jos mä oisin sä
- 2009 Mitä tänne jää
- 2010 Viihdyttäjä
- 2010 Jippikayjei
- 2010 Maanteiden kingi
- 2011 Mikä siinä on (feat. Jontte)
- 2012 pyrkiny vähdetää (feat spekti)
- 2012 Sokka irti
- 2012 Syypää sun hymyyn (feat Yasmine Yamajako)
- 2013 Timantit on ikuisia
- 2013 Kuka muu muka
- 2014 Äärirajoille

## DVD
Jare Henrik Tiihonen (2009)